# Forastera
Forastera ist eine Weißweinsorte, die in der italienischen Region Kampanien, den Inseln Sardinien und Ischia sowie auf Korsika (Frankreich) und den Kanarischen Inseln Teneriffa und La Gomera (Spanien) verbreitet ist. Sie wird meist im Verschnitt mit anderen Sorten ausgebaut. Den weißen DOC-Weinen von Ischia verleiht sie meist im Verschnitt mit Biancolella ihren speziellen Charakter. Im Mund entwickelt die Sorte einen leichten Mandelton. In Italien betrug die bestockte Fläche Anfang der 1990er Jahre ca. 286 Hektar.
Siehe auch die Artikel Weinbau in Frankreich, Weinbau auf Korsika, Weinbau in Italien sowie Weinbau in Spanien sowie die Liste von Rebsorten.
Synonyme: Furastera, Forastiera, Forestera, Frastera, Gomera Blanca und Uva dell´Isola.

## Ampelografische Sortenmerkmale
- Die Triebspitze ist offen. Sie ist weißwollig behaart. Die Triebspitze ist weißlich gefärbt mit karminrotem Anflug. Die Jungblätter sind leicht wollig  behaart und von gelblicher Farbe.
- Die großen Blätter sind drei- bis fünflappig und mitteltief gebuchtet. Die Stielbucht ist U-förmig offen. Das Blatt ist spitz gesägt. Die Zähne sind im Vergleich zu anderen Sorten eng gesetzt. Die Blattunterseite ist gräulich gefärbt.
- Die pyramidal- bis walzenförmige Traube ist mittelgroß, leicht geschultert und lockerbeerig. Die oval Beeren sind mittelgroß und von weiß-gelblicher Farbe. Die Geschmack der Beeren ist neutral.

Riefe: Die mäßig wuchskräftige Rebsorte reift ca. 20 Tage nach dem Gutedel und gilt somit als früh reifend. 

## Eigenschaften
Die Erträge sind meist hoch, so dass durch eine gezielte Reberziehung eine Ertragsminderung durchgeführt werden muss, um gute Weinqualitäten zu erzielen. Sie ist anfällig gegen den Echten Mehltau und gegen die Rohfäule.